# Raul Koczalski

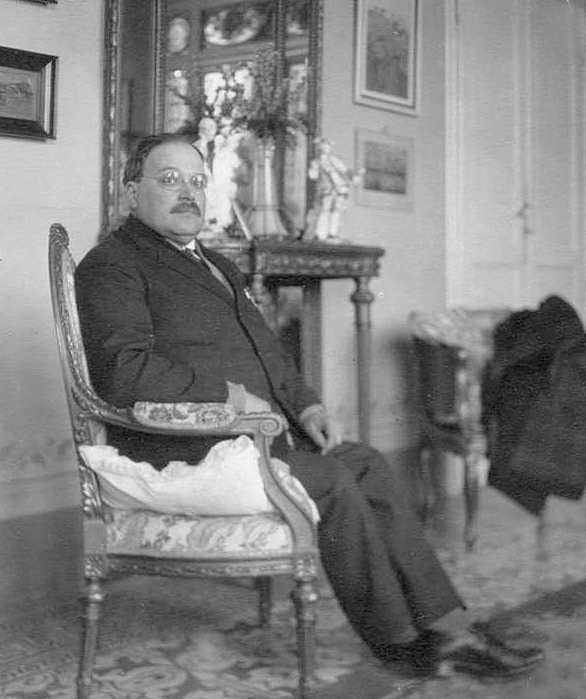
Raul Koczalski

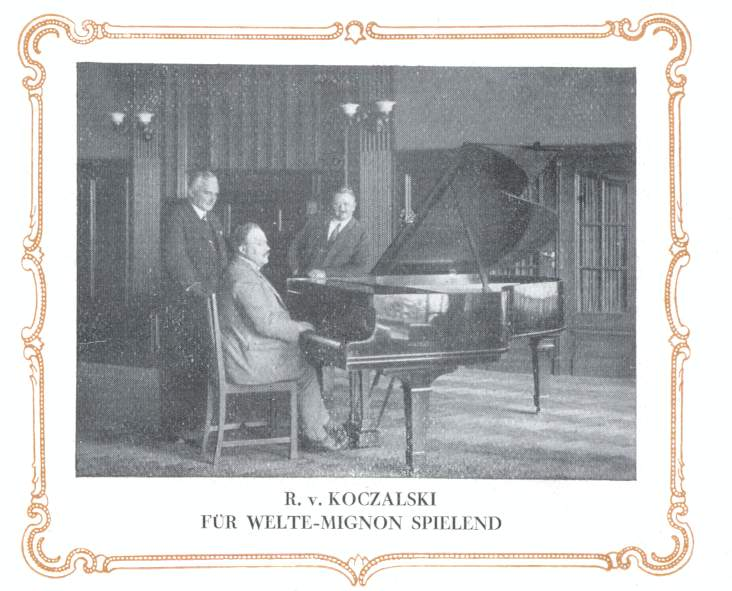
Raul Koczalski (przy fortepianie), 1925

Raul Koczalski też Raoul von Koczalski, ps: Jerzy Armando, Georg Armand (ur. 3 stycznia 1885 w Warszawie, zm. 24 listopada 1948 w Poznaniu) – polski pianista i kompozytor; znany przede wszystkim ze znakomitych interpretacji i wykonań utworów Fryderyka Chopina.

## Życiorys

### Dzieciństwo
Pierwszymi nauczycielami młodego Raula byli rodzice (Aleksander Koczala Koczalski i Laura Szymanowska). W wieku 3 lat rozpoczął lekcje gry na fortepianie pod kierunkiem matki. Już 15 marca 1888 r. po raz pierwszy wystąpił publicznie. Niedługo potem cała rodzina udała się do Sankt Petersburga, gdzie Raul rozpoczął naukę pod kierunkiem Antona Rubinsteina. Tam też dając 196 koncertów, osiągał zawrotne honoraria.
Później kształcił się w Warszawie u Juliana Gadomskiego. W 1891 r. zaczął studia we Lwowie, najpierw u Ludwika Marka, a rok później w Galicyjskim Towarzystwie Muzycznym u Karola Mikulego (fortepian i kompozycja) – ucznia samego Fryderyka Chopina. W wieku 7 lat otrzymał nagrodę Premier Prix d’Enfant Paryskiej Akademii Muzycznej. Rok później podjął się napisania swej pierwszej opery, jednak po osiągnięciu dojrzałości twórczej, zdecydował się spalić wszystkie dzieła z okresu dzieciństwa.
W 1896 r. obchodził w Lipsku swój tysięczny koncert. Jako dwunastolatek dał koncert przed szachem perskim Naser-ad-Dinem, który – zachwycony talentem chłopca – pozwolił mu nosić zaszczytny tytuł Pianisty Nadwornego i udekorował go Orderem Lwa i Słońca. Równie zaszczytnymi tytułami obdarowywali Koczalskiego także sułtan turecki, król hiszpański i inni.

### 1911–1945
Na początku lutego 1911 r. przyjechał do Poznania, gdzie jego koncert przyjęto bardzo entuzjastycznie.
Prowadząc ożywioną działalność koncertową, przebywał głównie za granicą, zwłaszcza w Niemczech (Bad Nauheim, Wiesbaden, Lipsk, Berlin). Sam siebie wolał określać kompozytorem niż odtwórcą dzieła, nieustannie podkreślając, że wykonawcy niezbędna jest postawa pełna pokory wobec wykonywanego utworu. Twierdził, iż jedynie będąc „czystym medium”, można przekazać stworzone przez kompozytora dzieło w sposób bardziej pełny i rzeczywisty, a wyzbycie się sztucznej wirtuozerii zaowocuje właśnie trafnością wykonania, a nie błyskotliwą techniką.
I wojna i śmierć matki (ok. 1920 r.) przerwały występy Koczalskiego. Oddał się komponowaniu. Po ustaniu działań wojennych w 1918 r. zamieszkał w Wiesbaden, rozpowszechniano wówczas plotkę, że nie żyje. W tym czasie poślubił Elzę Fuchs, Niemkę pochodzącą ze Szwajcarii, którą poznał ok. roku 1912.
W 1926 r. osiadł we Włoszech w Stresie nad Lago Maggiore, tu spędzał miesiące wiosenne i letnie, pozostałe w Paryżu na studiach muzykologicznych i filozoficznych na Sorbonie.
Na estradę wrócił dopiero w 1934 r.
II wojna światowa zaskoczyła pianistę w Śmiełowie, majątku Józefa i Marii Chełkowskich. Uciekając, przedostał się do Czernika, a następnie do Berlina. Podczas wojny tej był represjonowany przez władze niemieckie, zabroniono mu m.in. występów publicznych, a także opuszczania Berlina, jednak Koczalski nadal organizował koncerty dla przyjaciół i uczniów. W Polsce posądzano go tymczasem o kolaborację z hitlerowcami, jednak zarzuty te nie potwierdziły się.

### Po II wojnie światowej
Po wojnie, w 1945 r. powrócił do kraju i został profesorem klasy fortepianu w PWSM w Poznaniu i PWSM w Warszawie. Nadal prowadził ożywioną działalność koncertową.
W dniach 20–23 sierpnia 1948 wystąpił na Międzynarodowym Festiwalu Chopinowskim w Dusznikach-Zdroju.
Na 1949 r. planował liczne występy z okazji 100 rocznicy śmierci Fryderyka Chopina. Miał atak serca 23 listopada 1948 r. w budynku uczelni, kiedy przygotowywał się do koncertu. Następnego dnia zmarł w szpitalu. Pośmiertnie odznaczono Koczalskiego Krzyżem Oficerskim Polonia Restituta. Jego ciało spoczywa na cmentarzu Zasłużonych Wielkopolan na Wzgórzu św. Wojciecha w Poznaniu (po ekshumacji 26 marca 1959 r. z cmentarza Jeżyckiego).

## Koczalski jako pianista
Repertuar Koczalskiego obejmował utwory m.in.: J.S. Bacha, L. van Beethovena, Fryderyka Chopina, F. Liszta, A. Rubinsteina i I. Paderewskiego.
Powołując się na Stanisława Dybowskiego, wskazać można następujące cechy gry pianisty: piękny i bogaty w alikwoty dźwięk, „niewiarygodnie równe legato” (przez co uzyskiwał niebywałą potoczystość melodyki), silnie zindywidualizowane rubato i niejednoczesność uderzania obu rąk. Wpływy gry neoromantycznego stylu Ferenca Liszta ujawniły w Koczalskim zanurzenie w dziewiętnastowiecznej tradycji wykonawczej. Uwidacznia się również jego dbałość o warstwę kolorystyczno-brzmieniową. Jednak przede wszystkim słynął z doskonałej techniki i subtelnego frazowania oraz szerokiej skali dynamicznej. Jego gra pozbawiona była zbytecznej drapieżności i wirtuozerii, co zgadzało się ze spokojną i bezkonfliktową powierzchownością pianisty.

### Nagrania
Biblioteka Narodowa posiada Chopinowskie nagrania Koczalskiego zarejestrowane przez firmy: Selene vol. 1-8 (komplet), DGG, HMV, Polydor, Mewa i rozgłośnię radiofonii berlińskiej. Wśród nich są wykonania dzieł takich jak: Polonez A-dur op. 40 nr 1, Nokturny (Es-dur z op. 9, Fis-dur z op. 15, H-dur z op. 32 i g-moll z op. 37), Preludia op. 28, Preludium cis-moll op. 45, Preludium (Presto con leggierezza) As-dur, Walce (op. 18, 34, 64 i 70), Mazurki (op. 33 i 68), Impromptus (As-dur i Fis-dur), Berceuse, Scherzo b-moll, cztery Etiudy z op. 10 (cis-moll, es-moll, F-dur i As-dur), trzy Ecossaises.

## Koczalski jako kompozytor
Twórczość kompozytorska Koczalskiego obejmuje blisko 200 dzieł, a wśród nich utwory kameralne, symfoniczne, koncertowe, kompozycje fortepianowe, pieśni i utwory sceniczne (opery, balety) – 2 symfonie, 6 koncertów fortepianowych, koncert skrzypcowy, koncert wiolonczelowy, 3 uwertury, muzyka filmowa, 4 sonaty skrzypcowe, 2 wiolonczelowe, 3 tria fortepianowe, 9 sonat fortepianowych, ponad 200 pieśni. Wyróżnić można sonatę G-dur, legendę symfoniczną „Bolesław Śmiały i św. Stanisław”, opery np. „Raymond” (w Elberfeld miała przeszło sto przedstawień), „Jacqueline” oraz jednoaktówkę „Die Sühne” według Theodora Körnera (napisał ją pod pseudonimem Jerzy Armando).

## Dyskografia
- 2017 – Chamber Works vol. 1 – Acte Préalable AP0383.
- 2020 – Chamber Works vol. 2 – Acte Préalable AP0476.
- 2022 – Chamber Works vol. 3 – Acte Préalable AP0510.
- 2022 – Chamber Works vol. 4 – Acte Préalable AP0520.
- 2017 – Piano Concertos vol. 1 – Acte Préalable AP0501.
- 2018 – Piano Concertos vol. 2 – Acte Préalable AP0502.
- 2019 – Piano Concertos vol. 3 – Acte Préalable AP0503.
- 2018 – String Concertos – Acte Préalable AP0504.
- 2023 - Symphonic Works vol. 1 - Raul Koczalski (1885-1948), Symphonic Works vol. 1
- 2019 – Complete Songs vol. 1 – Acte Préalable AP0601.
- 2021 – Songs to the poetry of Kazimierz Przerwa-Tetmajer – Acte Préalable AP0522.

## Współczesne wykonania
- 2016-09-16 – Słupsk – Koncert fortepianowy nr 1 h-moll op. 79 – Joanna Ławrynowicz, fortepian/Filharmonia Koszalińska/Massimilano Caldi, dyrygent
- 2016-09-17 – Koszalin – Koncert fortepianowy nr 1 h-moll op. 79 – Joanna Ławrynowicz, fortepian/Filharmonia Koszalińska/Massimilano Caldi, dyrygent
- 2017-06-17 – Radziejowice – Koncert fortepianowy nr 2 G-dur op. 83 – Joanna Ławrynowicz, fortepian/Sinfonia Varsovia/Massimilano Caldi, dyrygent
- 2018-03-02 – Rzeszów – Symfonia E-dur „Évocation – Symphonie fantastique” op. 78 – Orkiestra Filharmonii Podkarpackiej/Łukasz Wódecki, dyrygent
- 2018-04-13 – Kielce – Koncert fortepianowy nr 1 h-moll op. 79 – Joanna Ławrynowicz, fortepian/Filharmonia Świętokrzyska/Jacek Rogala, dyrygent
- 2018-09-08 – Słupsk – Koncert fortepianowy nr 3 C-dur op. 125 – Joanna Ławrynowicz, fortepian/Orkiestra Filharmonii Słupskiej/Ruben Silva, dyrygent
- 2018-11-30 – Lublin – Koncert fortepianowy nr 3 C-dur op. 125 – Joanna Ławrynowicz, fortepian/Orkiestra Filharmonii Lubelskiej/Wojtek Rodek, dyrygent
- 2018-11-30 – Lublin – Koncert skrzypcowy A-dur op. 84 – Agnieszka Marucha/Orkiestra Filharmonii Lubelskiej/Wojtek Rodek, dyrygent
- 2019-09-13 – Słupsk – Koncert fortepianowy nr 5 D-dur op. 140 – Joanna Ławrynowicz, fortepian/Orkiestra Filharmonii Słupskiej/Ruben Silva, dyrygent
- 2022-08-26 - Jelenia Góra – Igdenbu - muzyka filmowa - Orkiestra Symfoniczna Filharmonii Dolnośląskiej/Szymon Makowski
- 30-09-2022 - Jelenia Góra – Papillons after Schumann - Orkiestra Symfoniczna Filharmonii Dolnośląskiej/Szymon Makowski
- 30-09-2022 - Jelenia Góra – Von der Liebe – Sieben Gedichte von Rainer Maria Rilke op. 99 - Katarzyna Dondalska, soprano/Orkiestra Symfoniczna Filharmonii Dolnośląskiej/Szymon Makowski
- 30-09-2022 - Jelenia Góra – Symfonia f-moll op. 93 - Orkiestra Symfoniczna Filharmonii Dolnośląskiej/Szymon Makowski

## Ciekawostki
1. Koczalski jest autorem książki o Chopinie i jego muzyce. Napisał również kilka artykułów prasowych i publikacji dotyczących problemów interpretacji dzieł Fryderyka Chopina.
2. Prowadził dziennik swoich podróży.
3. W czasie swojej kariery dał około 4600 koncertów, które odbyły się m.in.: w Belgii, Danii, Niemczech, Anglii, Francji, Holandii, Austrii, Estonii, Finlandii, Włoszech, Jugosławii, Luksemburgu, Norwegii, Rumunii, Rosji, Szwecji, Szwajcarii, Czechach, Słowacji, Polsce, na Litwie, Łotwie i Węgrzech.
4. Miał w repertuarze prawie całą twórczość Fryderyka Chopina[6]
5. Całe życie z wyjątkiem kilku lat dzieciństwa i czterech lat przed śmiercią Koczalski przebywał poza granicami Polski.
6. Ojciec Koczalskiego wielokrotnie z dumą podkreślał, że młody artysta już jako dwuletni chłopiec wysłuchał „Normy” Belliniego, a kiedy miał dwa i pół roku – „Fausta” Gounoda, a zapis nutowy czytał wcześniej niż litery alfabetu.
7. Ciekawym wydaje się fakt, iż ojciec planował: „Jeśli Opatrzność da nam syna, niech będzie artystą!”, narodziny Raula ojciec powitał natomiast: „Bądź pozdrowiony, artysto!”
8. Pierwsze imię Koczalski otrzymał na cześć głównego bohatera opery „Hugonoci” Meyerbeera, którego ojciec był fanatycznym wielbicielem.
9. Koczalski (prócz ojczystego) władał biegle językami: niemieckim, francuskim i rosyjskim.
10. Mimo wielokrotnych zaproszeń – na kontynencie amerykańskim nie koncertował.
11. Był wielkim pianistą o małej korpulentnej posturze i olbrzymich dłoniach.
12. Koczalski był nie tylko pianistą, ale i zamiłowanym fotografem.

## Opinie i cytaty
- Jeden z krytyków muzycznych niemieckiej gazety „Neue Freie Presse” –  Hanslick, na pytanie „Kto z koncertujących wirtuozów odniósł w ostatnich tygodniach największy tryumf i uznanie?” – bez wahania odpowiedział: „Najmniejszy z nich wszystkich – pianista Raul Koczalski”.
- Przykład charakterystyki gry pianisty, autorstwa A. Röslera (recenzja pochodzi z 1938 roku): „Raul Koczalski jest pianistą dnia wczorajszego. Pozostał on wierny ideałom pianistyki romantycznej, trochę już obcej współczesnym wymaganiom. Razi nas nieco ustawiczna niewspółmierność uderzenia, przesadne nadużywanie ››rubata‹‹, silne i niespodziewane kontrasty dynamiczne i agogiczne, które stwarzają pozory dowolności w interpretacji i braku opanowania. Sądzę jednak, że zarzuty tego rodzaju byłyby w stosunku do Koczalskiego niesłuszne i krzywdzące, gry jego nie można bowiem oceniać kryteriami współczesnej, młodej pianistyki. Spoza tych rekwizytów minionej romantyki przeziera jednak zawsze szczery i świetny technik, który umie zainteresować i olśnić”.
- James Methuen–Campbell: „Koczalski jest pianistą, którego spuścizna nagraniowa daje pewność obcowania z czymś, co pochodzi bezpośrednio od Chopina.”
- Koczalski wspominał wielokrotnie Karola Mikulego. W swym dzienniku pisał: „Mikuli dał mi takie wskazówki: wykonawca, który pragnie zadośćuczynić celom Chopina, musi zrezygnować z wszelkich sztuczek wirtuozerskich, z wszelkiej gonitwy za efektem, ze zwodniczego wyładowywania siły, z chorobliwego sentymentalizmu w traktowaniu kantyleny, [musi] grać z samoopanowaniem, skromnie i spokojnie, z prostotą. Słuchacz nie powinien być olśniony biegłością palców. Wykonawca musi swą technikę jako rzecz rozumiejącą się samą przez się, wprost poboczną, podporządkować pięknu wykonywanej kompozycji i w żadnym wypadku nie powinien dążyć do błyszczenia w roli wirtuoza. Przy wykonaniu należy rozwinąć wielki, pełny, okrągły ton. Skalę odcieni między pianissimo a fortissimo [ma] wypełniać niezliczonymi stopniami, unikając w pianissimo nieestetycznej przesady, a w fortissimo rąbania raniącego każde subtelne ucho! Wykonawca nie powinien nigdy zaniedbywać ścisłego rytmu. Nie znaczy to, aby wzbronione były wszelkie przyspieszenia lub zwalnianie. Przeciwnie, są one czasem wskazane w niektórych frazach melodycznych, jednak unikać przy tym należy stanowczo wszelkiej przesady. Każde dzieło obrane do wykonania należy starannie zanalizować pod względem ukształtowania formy i przedstawionych w nim uczuć i procesów psychicznych. Używanie pedału musi być w najwyższym stopniu oszczędne. Pokorna wprost cześć wobec każdego dzieła mistrza – oto co [Mikuli] głęboko mi wszczepił w serce (…)”
- Stanisław Dybowski: „Jeśli Chopinowi zależało, czego wymagał od uczniów, aby jego dzieła wykonywać potoczyście, to Koczalski w stu procentach realizował zalecenie geniusza”.
- Anton Rubinstein: „Moim zdaniem Raul stoi o wiele wyżej jako kompozytor, niż jako wirtuoz.”
- Artur Rubinstein wypowiadał się o artyście niezbyt pochlebnie (jednak krytycy wskazują, że mógł tak mówić powodowany zazdrością) – nazwał go nawet „miernym pianistą”. Wiadomo poza tym, że te negatywne oceny młody Koczalski odczuł bardzo boleśnie.
- W Niemczech Koczalski „reklamowany” był często jako „polski Mozart” lub „muzyczny wnuk Chopina”. Zwano go także „geniuszem” lub „najlepszym w świecie interpretatorem dzieł Chopina”.
- Stefan Kisielewski: „Nie wiemy dobrze, jak grano w epoce Liszta, ale pewne jest, że gra w rodzaju Koczalskiego to jest parodia wynaturzenia tego stylu. Dowolności w tempach, nieznośne ciągłe rubato, maniera nierównoczesnego uderzania obu rąk, nadużycie pedału i elementarny brak poczucia stylu sprawiają, że po prostu trudno tego pianistę słuchać, pomimo że posiada on niezaprzeczalne walory jak piękny ton i soczyste forte.”